# DSSI
DSSI, acronimo che sta per Disposable Soft Synth Interface, è un'API per plugin audio in grado di comportarsi come strumenti musicali.
In particolare, DSSI aggiunge l'evento "nota" alla preesistente architettura LADSPA, con la quale è possibile emulare soltanto filtri ed effetti audio.
Pertanto un plugin DSSI è in grado di accettare segnali MIDI in ingresso e di generare suoni, mentre i plugin LADSPA, essendo effetti virtuali e non strumenti musicali, accettano segnale audio in ingresso che viene poi processato.
DSSI, come LADSPA, è uno standard sviluppato per sistemi operativi GNU/Linux
Tramite il pacchetto dssi-vst, che fa uso del layer di compatibilità Wine, è possibile incapsulare plugin VSTi (VST instruments) rendendoli compatibili con host che accettino plugin DSSI.
Nel nuovo standard LV2, che ha sostituito LADSPA, la generazione sonora e l'ingresso di eventi MIDI sono supportati nativamente. Per questo motivo, LV2 ha reso obsoleto lo standard DSSI.